# Veligulubeyli
Veligulubeyli est un village de la région de Zangilan en Azerbaïdjan.

## Histoire
En 1993-2020, Veligulubeyli était sous le contrôle des forces armées arméniennes. Le 22 octobre  2020, le village de Veligulubeyli a été restitué sous le contrôle de l'Azerbaïdjan.